# بول برسي
بول برسي (بالإنجليزية: Paul Pressey)‏ مواليد 24 ديسمبر 1958 في ريتشموند، هو مدرب كرة سلة أمريكي ولاعب معتزل. بدأ مسيرته الاحترافية في سنة 1982. تم اختياره من قبل فريق ميلووكي باكز خلال الدرافت. يدرب في الرابطة الوطنية لكرة السلة. يبلغ طوله 6 قدم 5 بوصة (2.0 م). اعتزل اللعب في 1993. فاز بلقب دوري إن بي إيه.

## المسيرة الاحترافية
لعب مع ميلووكي باكز من سنة 1982 إلى 1990، ثم لعب مع سان أنطونيو سبرز من سنة 1990 إلى 1992، ثم لعب مع غولدن ستايت ووريورز في موسم 1992–1993.

## روابط خارجية
- بول برسي على موقع إن بي أي (الإنجليزية)
- بول برسي على موقع سبورتس رفرنس (الإنجليزية)
- بول برسي على موقع كلية كرة السلة في سبورتس رفرنس.كوم (الإنجليزية)
- بول برسي على موقع ريلجم (الإنجليزية)
- بول برسي على موقع بروبوليرز (الإنجليزية)
- بول برسي على موقع سبورتس رفرنس (الإنجليزية)